# Ивановска област
Ивановска област (рус. Ивановская область) је конститутивни субјект Руске Федерације са статусом области на простору Средишњег федералног округа у европском делу Русије.
Административни центар области је град Иваново.

## Етимологија
Област носи име по административном центру, граду Иванову.
Прво насеље на реци Увод помиње се још из 1328. године. Средином XIV века, за време Димитрија Донског, то насеље се назива Иван на Уводу, а по свој прилици, у овом периоду је изграђена и црквица у част Светог Јована Крститеља (рус.Иоа́нн Крести́тель или Иван Крести́тель), по којој је насеље и добило име.

## Становништво
| 1989.     | 2002.     | 2010.     |
| --------- | --------- | --------- |
| 1,317,117 | 1,148,329 | 1.061.651 |